# أرلين فنسنت مارك
أرلين فنسنت مارك هي منافسة ألعاب القوى غرينادية، ولدت في 6 أكتوبر 1954.

## وصلات خارجية
- أرلين فنسنت مارك على موقع أوليمبيديا (الإنجليزية)